# Filippo Galli
Pour les articles homonymes, voir Galli.
Ne doit pas être confondu avec Filippo Galli (chanteur).
Filippo Galli (né le 19 mai 1963  à Monza, en Lombardie) est un footballeur italien devenu entraîneur.

## Clubs successifs
- 1982-1983 : Pescara Calcio  Italie
- 1983-1996 : Milan AC  Italie
- 1996-1998 : AC Reggiana  Italie
- 1998-2001 : Brescia Calcio  Italie
- 2001-2002 : Watford FC  Angleterre
- 2002-2004 : AC Pro Sesto  Italie